# Єврейська громада Меджибожа
Єврейська громада Меджибожа — єврейська громада, яка мешкала в місті Меджибіж.
1570 — євреям Меджибожа належали 70 будинків у центрі міста.
1648—1653 — єврейська громада дуже постраждала під час Хмельниччини.
1765 — в Меджибожі було 2039 євреїв.
1897 — євреї становили 74 % населення міста (6040 з 8164).
З 18 століття Меджибіж став центром хасидизму. 1740 року тут оселився мандрівний релігійний філософ Ізраїль Бешт (Баал Шем Тов), тут же він і помер 1760 року.
Була мурована синагога і 5 єврейських будинків молитви а також лікарня на 20 ліжок.

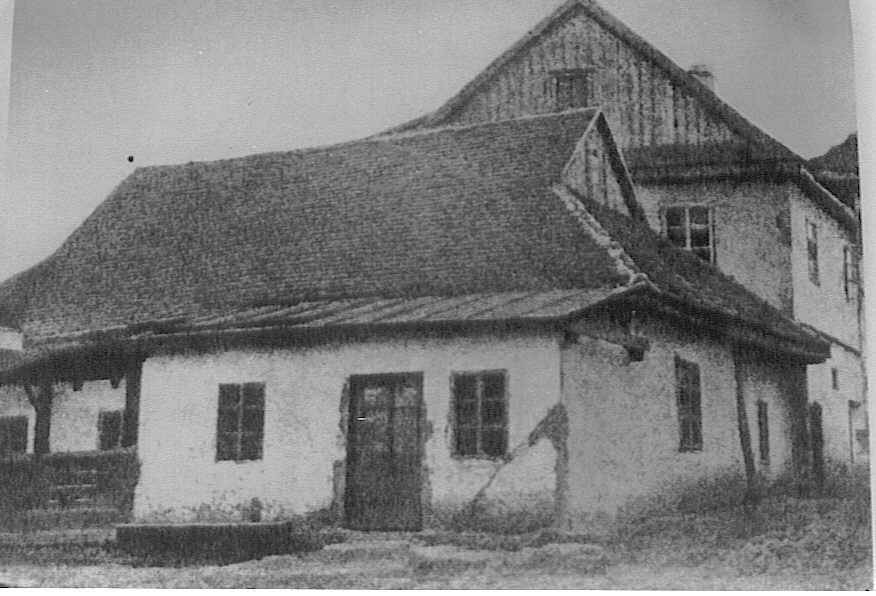
Синагога Баал Шем Това в Меджибожі, фото 1915 року. Була зруйнована і знову відроджена

Погроми початку 20 століття та дестабілізація 1917—1920 рр. спричинили хвилю еміграції, і частка євреїв почала зменшуватись.
1926 — в Меджибожі жили 4614 євреїв (58,2 % усього населення).
З 1930-х років релігійна та культурна активність євреїв була обмежена радянською владою.
У 1939 р. в Меджибожі проживало 2347 євреїв (51,64 % населення).
Німецькі війська захопили Меджибіж 7 липня 1941. Відразу ж після заняття Меджибожа німці та місцеві поліцаї почали жорстоко знущатися над євреями. Євреї примусово працювали на прокладанні доріг, будівництві аеродрому, в каменоломні.
Восени 1941 р. в Меджибіжі було створено гетто. Гетто було оточене високим парканом з колючим дротом. Скупченість в гетто, важкі роботи, побиття, голод, тиф сприяли масової смертності у гетто.
14 квітня 1942 220 чоловіків з гетто було відряджено супроводжувати німецьку військову колону на фронт. Всі вони були знищені.
22 вересня 1942 більшість мешканців гетто були розстріляні німцями та поліцаями в ярах біля берега Бугу. Близько 100 молодих людей були укладені в Летичівський концентраційний табір. Переважна більшість з них були знищені. Лише кілька євреїв Меджибожа були врятовані українськими селянами з навколишніх сіл.
Після закінчення війни близько двох десятків єврейських сімей повернулися в Меджибіж.
У 1967 р. на місці розстрілу було поставлено пам'ятник. На старому єврейському кладовищі збереглися могили Баал-Шем-Това, Гершеле Острополера та інших.

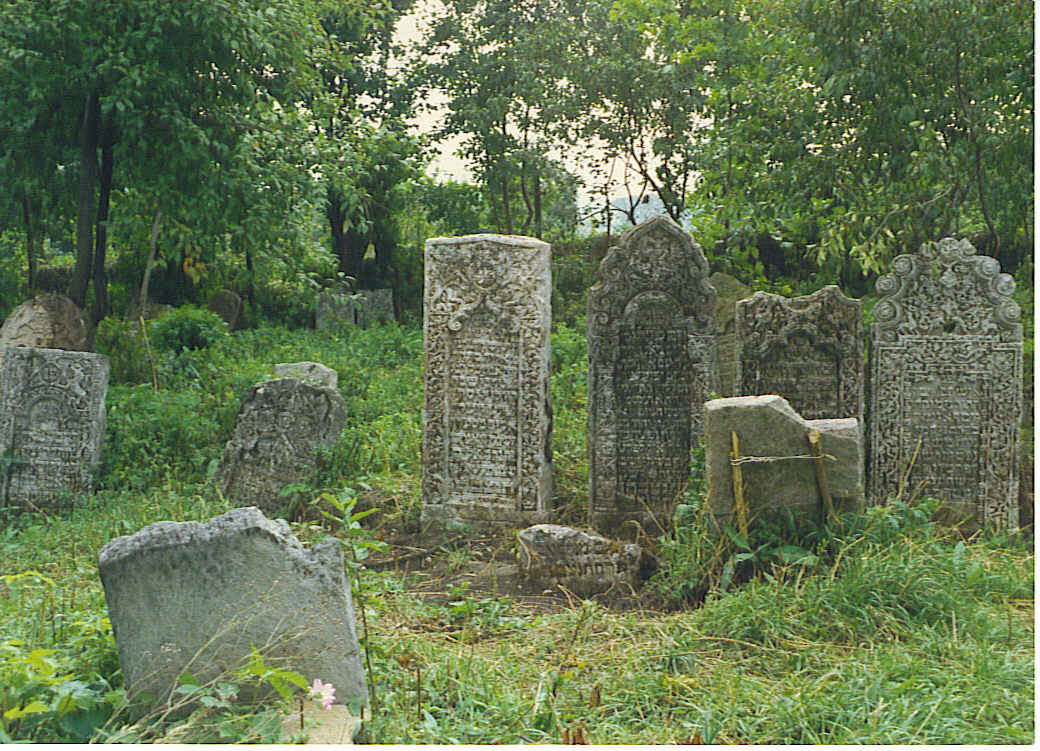
Старе єврейське кладовище у Меджибожі

Напис на табличці могили Острополера на івриті в перекладі на українську:
|  | Тут похований святий рабин Цві з Острополя, іменований Гершеле Острополер, праведник і богобоязливий, проживав на Галичині, в третьому поколінні хасид придворний блазень раббі Баруха з Меджибожа, онука Баал Шем Това |

У 1981 році в Меджибожі проживало всього три єврейські родини, в 1989 було п'ятеро осіб похилого віку.
З кінця 1980-х років Меджибіж стає місцем масового паломництва хасидів зі всього світу.
Щороку 6 Сівана за юдейським календарем (кінець травня — початок червня) хасиди США, Ізраїлю та інших країн з'їжджаються до Меджибожа відзначати початок свята Шавуот (свята дарування Творцем Тори єврейському народу на горі Синай) та молитися на місці поховання Баал Шем Това.
Більшість будинків на вулиці, що веде до могили Бешта, викуплені хасидами. На спорудах навіть таблички з назвами вулиць — на їдиші. Поруч із мавзолеєм Бешта збудовано лазні, готель, функціонує стихійний сувенірний ринок.
Єврейські надгробки (мацеви), які працівники місцевого музею свого часу притягнули на замкове подвір'я, зараз повернуті на єврейський цвинтар.

## Фотографії

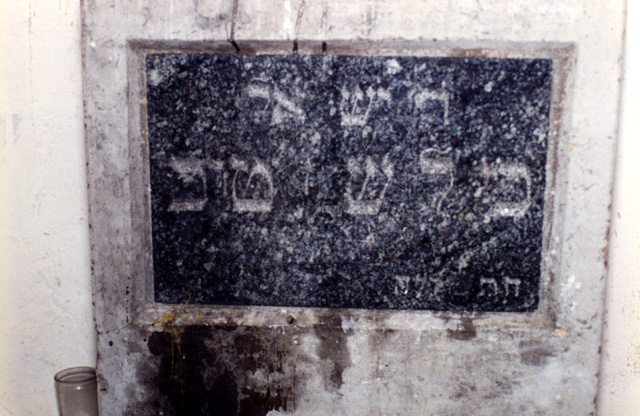
Надгробок на могилі Баал Шем Това (до реставрації 2006-2008)
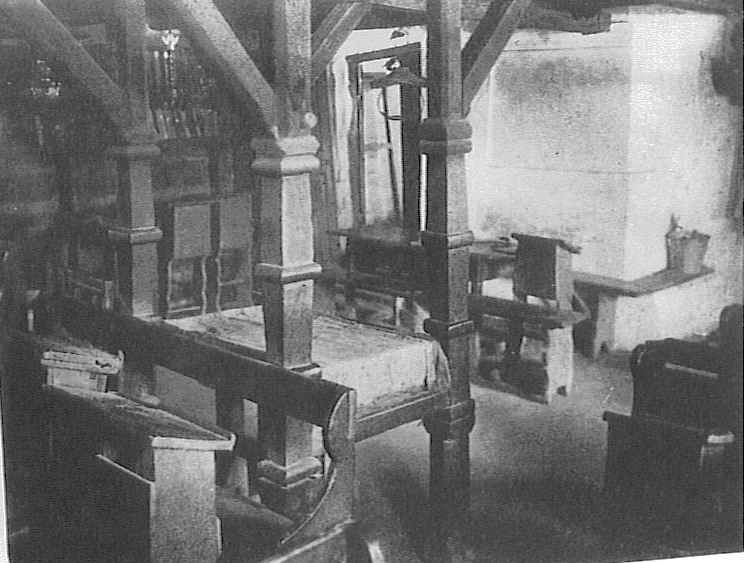
Інтер'єр Бейс-Мидраша (синагоги) Баал-Шем-Това, 1915
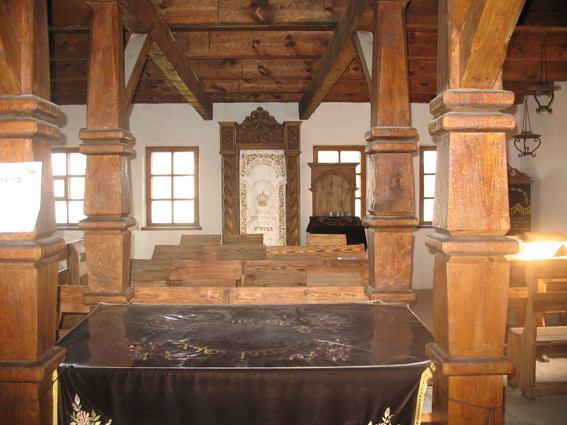
Інтер'єр Бейс-Мидраша після реконструкції в 2005 році